# Cantó de Tuzla
|  | No s'ha de confondre amb Tuzla (districte) o Tuzla. |

El cantó de Tuzla és un cantó de la Federació de Bòsnia i Hercegovina, una de les entitats de Bòsnia i Hercegovina. La seu cantonal és a Tuzla.

## Municipis
Comprèn els municipis de:
| #     | Municipi    | Població urbana | Població Municipal |
| ----- | ----------- | --------------- | ------------------ |
|       | Tuzla       | 74.457          | 110.979            |
|       | Živinice    | 16.157          | 57.765             |
|       | Gračanica   | 12882           | 45.220             |
|       | Lukavac     | 12.061          | 44.520             |
|       | Srebrenik   | 6.694           | 39.678             |
|       | Gradačac    | 12.764          | 39.340             |
|       | Kalesija    | 2.039           | 33.053             |
|       | Banovići    | 6.432           | 22.773             |
|       | Kladanj     | 4.026           | 12.348             |
|       | Sapna       | 2.072           | 11.178             |
|       | Čelić       | 3.436           | 10.502             |
|       | Doboj Istok | 4.874           | 10.248             |
|       | Teočak      | 2.763           | 7.424              |
| Total | Total       | 160.657         | 445.025            |

## Geografia
L'extensió del cantó és de 2,908 km². Segons el cens del 1991 hi havia 949,621 habitants, dels quals el 60% eren bosnians, 28% Serbis, 9% Croats, i la resta pertanyien a minories de (iugoslaus, gitanos, eslovens, ucraïnesos.).
El 2002, la població del cantó era aproximadament de 607,571 residents dels quals 546,814 eren Bosnians (90%).

## Història
El cantó fou creat mercè els Acords de Washington de 1994, i les fronteres foren definides gràcies als Acords de Dayton de 1995.
La millor fortificació medieval bosniana, datada del 1333, és a Srebrenik.